# Romain Habran
Romain Habran, né le 14 juin 1994 à Villeneuve-la-Garenne, est un footballeur français, qui joue au poste d'ailier droit à l'Hapoël Acre en deuxième division israélienne.

## Biographie

### Formation
Romain Habran naît le 14 juin 1994 à Villeneuve-la-Garenne. Originaire de la Martinique, il grandit à Gennevilliers où il fait ses débuts dans le football, dans la catégorie débutant au CSMG.
Il rejoint ensuite le Racing Club de France en poussin, mais c’est en poussin deuxième année que Romain commence sa carrière dans son club de cœur, le Paris Saint-Germain, et ce jusqu’en quatorze ans fédéraux.
Romain retourne au Racing Club de France en U17 nationaux et le Paris Saint-Germain le récupère finalement en U19 nationaux jusqu’en CFA.

### Paris Saint-Germain (2014-2018)
Il signe son premier contrat professionnel avec le Paris SG en juin 2014 pour trois saisons. Après son retour de prêt du FC Sochaux, le 17 juillet 2015 Romain prolonge son contrat avec le PSG jusqu'en juin 2018.

#### Prêt au FC Sochaux (2014-2015)
Il est prêté au FC Sochaux le 27 juin 2014 pour la saison 2014-2015, peu après avoir signé son contrat professionnel. Il délivre sa première passe décisive le 9 août, à l'occasion de la deuxième journée de Ligue 2 face à l'AC Ajaccio (victoire 2-0). Le 1er mai, il marque le premier doublé de sa carrière lors d'un match face à Niort FC. Malgré ces deux buts, Sochaux s'incline sur le score de 2-3.

#### Prêt au Stade lavallois (2015-2016)
Quelques jours après sa prolongation de contrat, Romain est à nouveau prêté en Ligue 2, cette fois ci au Stade lavallois, pour la saison 2015-2016. Il délivre sa première passe décisive pour le club lors de son cinquième match en championnat, face au Niort FC (victoire 0-1).

### Royal Anvers (2018)
Le 8 janvier 2018, il s'engage avec le Royal Antwerp FC jusqu'en 2019 plus une année en option.

### FC Ashdod (2018-2019)
Le 6 août 2018, il s'engage avec le FC Ashdod jusqu'en 2021.

### Équipe de France
Sélectionné pour disputer le Tournoi de Toulon 2015, il remporte cette compétition avec l'équipe de France des -20 ans. Lors de la compétition, il inscrit deux buts. Le premier face aux Pays-Bas est élu plus beau but du tournoi, et le second en finale face au Maroc permettra à la France d'égaliser avant de l'emporter 3 buts à 1.

## Statistiques
| Saison                | Club                          | Championnat           | Championnat | Championnat | Championnat | Coupe nationale | Coupe nationale | Coupe nationale | Coupe de la Ligue | Coupe de la Ligue | Coupe de la Ligue | Total | Total | Total |
| Saison                | Club                          | Division              | M.          | B.          | P.d.        | M.              | B.              | P.d.            | M.                | B.                | P.d.              | M.    | B.    | P.d.  |
| 2014-2015             | FC Sochaux-Montbéliard (prêt) | Ligue 2               | 23          | 2           | 1           | 1               | 0               | 0               | 1                 | 0                 | 0                 | 25    | 2     | 1     |
| Sous-total            | Sous-total                    | Sous-total            | 23          | 2           | 1           | 1               | 0               | 0               | 1                 | 0                 | 0                 | 25    | 2     | 1     |
| 2015-2016             | Stade lavallois (prêt)        | Ligue 2               | 26          | 0           | 5           | 2               | 0               | 0               | 1                 | 0                 | 0                 | 29    | 0     | 5     |
| Sous-total            | Sous-total                    | Sous-total            | 26          | 0           | 5           | 3               | 0               | 0               | 2                 | 0                 | 0                 | 31    | 0     | 5     |
| 2016-2017             | US Boulogne (prêt)            | National              | 13          | 1           | 0           | -               | -               | -               | -                 | -                 | -                 | 13    | 1     | 0     |
| Sous-total            | Sous-total                    | Sous-total            | 13          | 1           | 0           | -               | -               | -               | -                 | -                 | -                 | 13    | 1     | 0     |
| 2018-2019             | FC Ashdod                     | Ligat HaAl            | 1           | 0           | 0           | -               | -               | -               | -                 | -                 | -                 | 1     | 0     | 0     |
| Sous-total            | Sous-total                    | Sous-total            | 1           | 0           | 0           | -               | -               | -               | -                 | -                 | -                 | 1     | 0     | 0     |
| Total sur la carrière | Total sur la carrière         | Total sur la carrière | 63          | 3           | 6           | 4               | 0               | 0               | 3                 | 0                 | 0                 | 70    | 3     | 6     |

## Palmarès

### En sélection
Avec l'équipe de France -20 ans, il remporte le Tournoi de Toulon en 2015.

### Distinctions
Il est élu joueur ayant marqué le plus beau but du Tournoi de Toulon 2015. 